# Yatay Tí Calle
Yatay Tí Calle o Yataytí Calle (en guarani: Jata'ity Kalle) es una localidad y municipio argentino, situado en el Departamento Lavalle de la Provincia de Corrientes. Sus tierras productivas se hallan delimitadas al este por el estero Cafarreño, y al oeste por una serie de lagunas entre las que se destaca la laguna Sirena.
El Municipio de Yatay Tí Calle cuenta con una localidad cabecera, Yatay Tí Calle, y con diez parajes que componen su jurisdicción territorial y administrativa; Cafarreño, Cerrito, Costa Batel, Crucesitas, El Chaquito o El Porongo, Laguna Sirena, Palermo, Paso López, Puente Batel e Ifrán.
Su carta orgánica municipal establece:

Artículo 1°: Nombre. El Municipio de YATAY TI CALLE adopta el nombre de “Municipio de YATAY TI CALLE. Es un municipio integrante de la Provincia de Corrientes, que toma como propia la denominación de YATAY TI CALLE, para su identidad política, institucional, económica, financiera y social, con las limitaciones establecidas por la Constitución de la Provincia y las leyes.

## Historia
Su fundación se remonta al año 1880, tiempo en que sus primeros pobladores se empezaron a asentar en tierras más cercanas entre sí.
En 1898 fue erigida la Capilla San Antonio de Padua, alrededor de la cual la gente se empezó a asentar y a hacer propias de su corazón al lugar.
Fue así que el 28 de septiembre de 1940, mediante la sanción provincial de la Ley N° 892, se creó la Comisión de Fomento del Pueblo y Centro Agrícola de Yatay Tí Calle. Más tarde, en 1961, fue construido el edificio de la Municipalidad de Yatay Tí Calle.

ARTICULO 1º- Créanse conforme a lo establecido por los artículos 158 y 159 de la Constitución, las Comisiones de Fomento de los pueblos y centros agrícolas de Tapebicuá, Torrent, Herlitzka, Yataytí Calle, Cruz de los Milagros, Cecilio Echavarría y Riachuelo.

El nombre del pueblo es Yatay Tí Calle y viene de una combinación de palabras en guaraní, las cuales son: Jata'i; especie de palmera y Ty; conjunto de cosas. Por lo tanto, Yatay Tí Calle quiere decir "calle, camino o sendero rodeado, cubierto o con un conjunto de palmeras", cuyo fruto es el coco. Es por ello que en algunas bibliografías se puede hallar con el siguiente significado: calle cubierta de cocoteros.

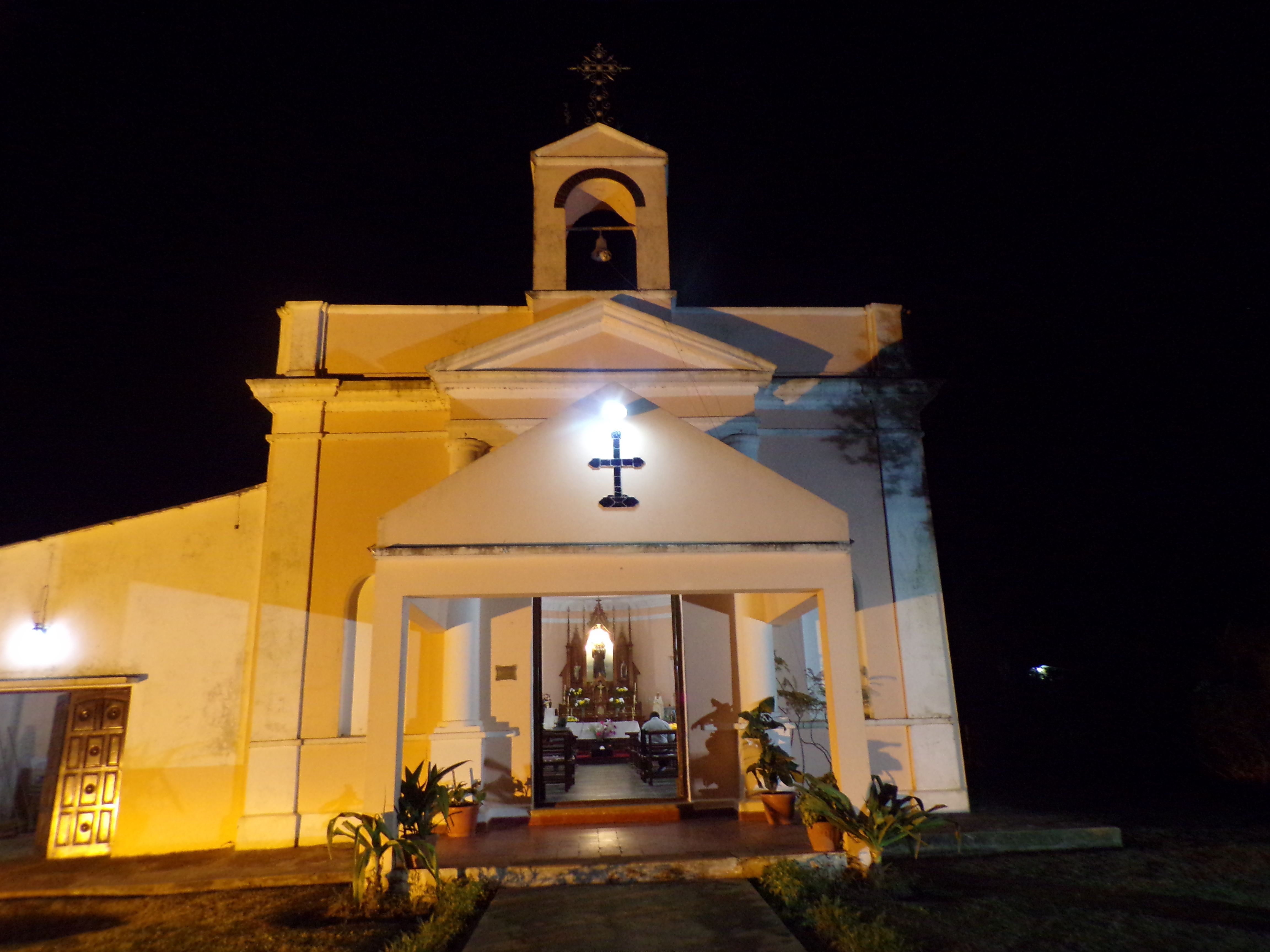
San Antonio de Padua es el Santo Patrono de Yatay Tí Calle.

## Vías de comunicación
La principal vía de acceso es la Ruta Provincial 38, que la comunica al oeste con Santa Lucía y al este con la Ruta Nacional 12. Así mismo, su vía de acceso secundaria es la Ruta Provincial N.º 84, que la comunica al sur con  la Ruta Nacional 12.

## Infraestructura
Yatay Tí Calle, en su jurisdicción de municipio, cuenta con diversos establecimientos. A continuación se resaltan algunos.
| Establecimientos                      | Nombre                                                                                          | Ubicación (Open Street Map) |
| ------------------------------------- | ----------------------------------------------------------------------------------------------- | --------------------------- |
| Establecimiento municipal             | Municipalidad de Yatay Tí Calle                                                                 | Yatay Tí Calle              |
| Institución policial                  | Comisaría Distrito Yatay Tí Calle                                                               | Yatay Tí Calle              |
| Instituciones de educación primaria   | Escuela Primaria N.º 425 Samuel Valentín Meza                                                   | Yatay Tí Calle              |
| Instituciones de educación primaria   | Escuela Primaria N.º 454 Fundación Puertos                                                      | Cafarreño                   |
| Instituciones de educación primaria   | Escuela Primaria N.º 76 Rafael Cardozo                                                          | Laguna Sirena               |
| Instituciones de educación primaria   | Escuela Primaria N.º 79 Joséfina Esther Méndez de Salazar                                       | Palermo                     |
| Instituciones de educación primaria   | Escuela Primaria N.º 857 Dr. Luis Federico Leloir                                               | Ifrán                       |
| Instituciones de educación primaria   | Escuela Primaria N.º 764 Diego Ferreyra                                                         | Puente Batel                |
| Instituciones de educación primaria   | Escuela Primaria N.º 683 Adolfo Badaro                                                          | Puente Batel                |
| Instituciones de educación primaria   | Escuela Primaria N.º 161 Dr. José Francisco Quintans                                            | Paso López                  |
| Instituciones de educación primaria   | Escuela Primaria N.º 456 Miguel Repiso                                                          | Crucesitas                  |
| Instituciones de educación primaria   | Escuela Primaria N.º 842                                                                        | Campo Vallejos              |
| Instituciones de educación secundaria | Colegio Secundario Mahatma Gandhi                                                               | Yatay Tí Calle              |
| Institución de educación superior     | Instituto Superior de Formación Docente Juan García de Cossío - Extensión Áulica Yatay Tí Calle | Yatay Tí Calle              |
| Centro de salud                       | Centro de Salud Modelo Dr. Arturo Umberto Illia Francesconi                                     | Yatay Tí Calle              |
| Institución deportiva                 | Club Social y Deportivo Yatay Tí Calle                                                          | Yatay Tí Calle              |
| Institución cultural                  | Asociación Cultural Yatay Tí Calle                                                              | Yatay Tí Calle              |
| Templos religiosos                    | Iglesia San Antonio de Padua                                                                    | Yatay Tí Calle              |
| Templos religiosos                    | Capilla Virgen de Lourdes                                                                       | Puente Batel                |
| Templos religiosos                    | Capilla Nuestra Señora de Itatí                                                                 | Cafarreño                   |
| Templos religiosos                    | Capilla Santísima Trinidad                                                                      | Ifrán                       |

## Población
Cuenta con 2420 habitantes en todo su municipio, según el censo nacional del 2010 realizado por el Instituto Nacional de Estadística y Censos (INDEC).
| Gráfica de evolución demográfica de Yatay Tí Calle entre 2001 y 2010 |
|                                                                      |
| Fuente: Censos nacionales del INDEC                                  |

## Flora y fauna
Dada las características con las que cuentan todas las regiones del municipio su flora y fauna es muy rica y variada, constituyendo un verdadero parque natural, donde se da un ecosistema realmente hermoso entre la vegetación y la vida animal. 

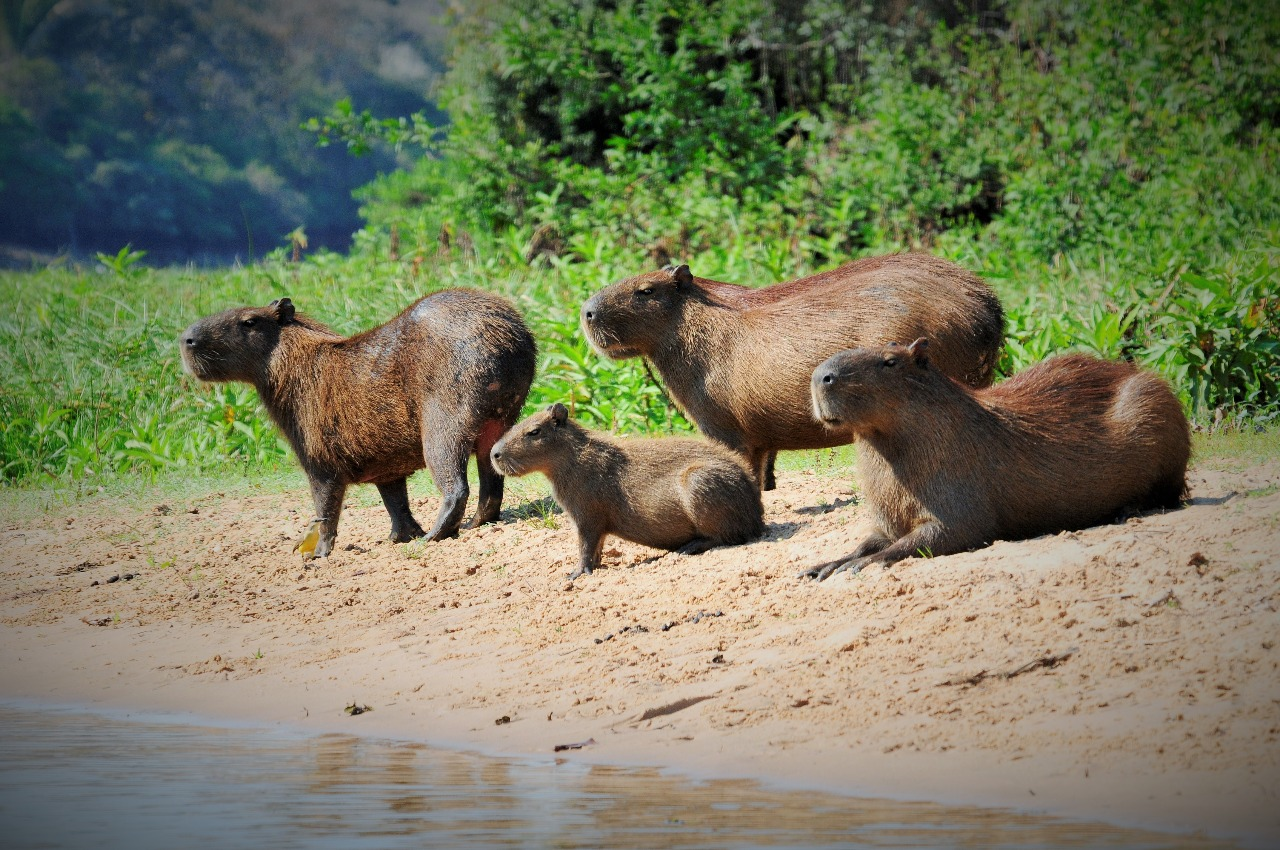
Carpinchos (hydrochoerus hydrochaeris). Estos se suelen encontrar en los esteros y lagunas de la zona.

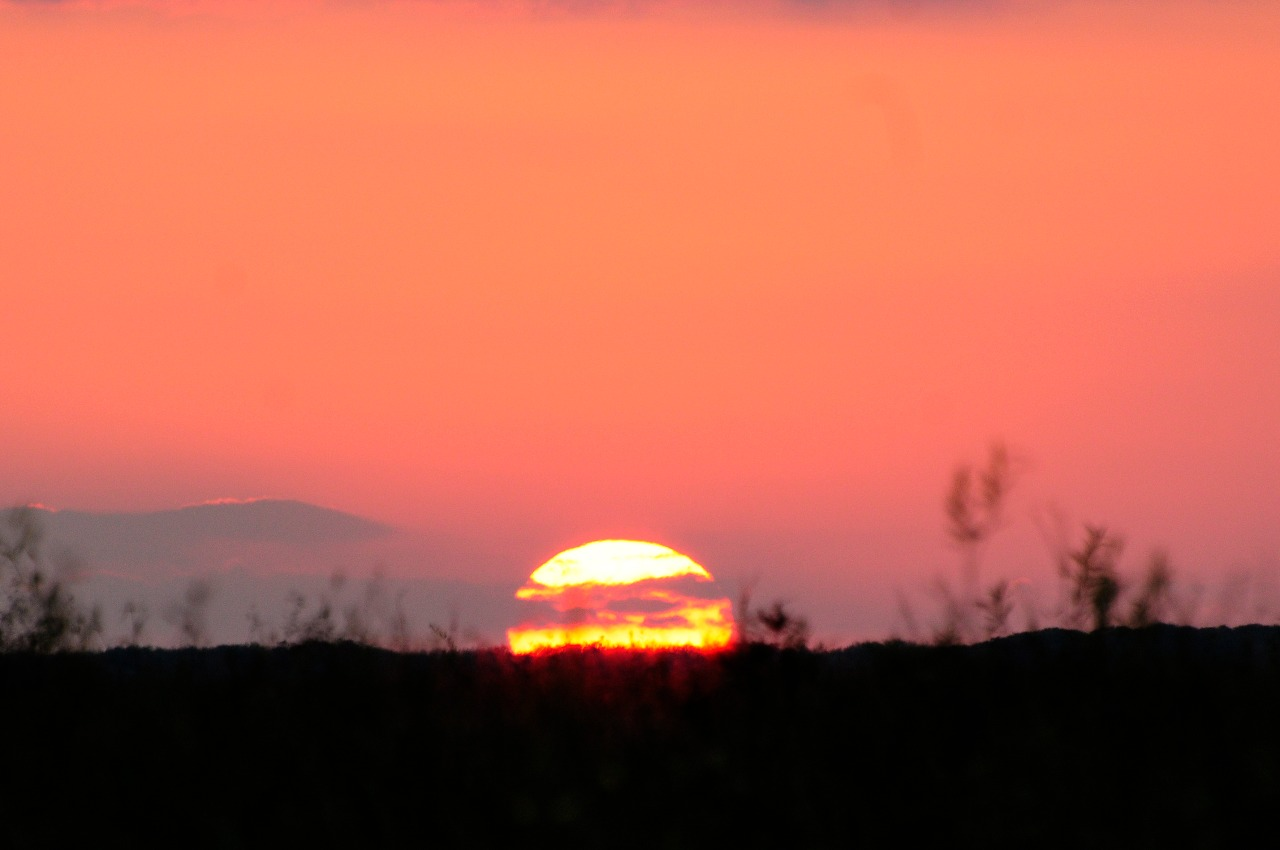
Un atardecer de Yatay Tí Calle.

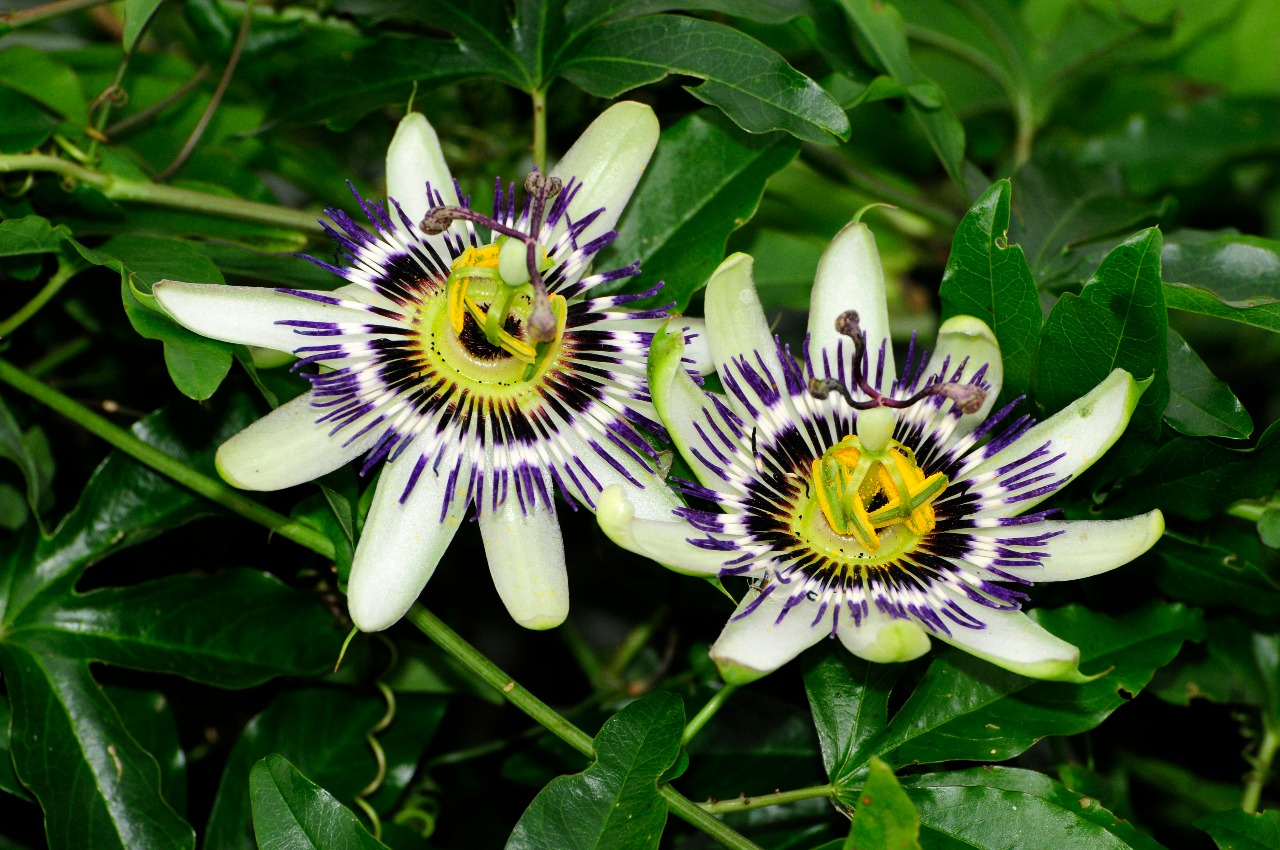
Mburucuyá o pasionaria.